# Cantón Santa Isabel
Cantón Santa Isabel är en kanton i Ecuador.   Den ligger i provinsen Azuay, i den sydvästra delen av landet, 400 km söder om huvudstaden Quito.